# Myrsine leucobrachya
Myrsine leucobrachya är en viveväxtart som först beskrevs av Pieter van Royen, och fick sitt nu gällande namn av Paul Irwin Forster. Myrsine leucobrachya ingår i släktet Myrsine och familjen viveväxter. Inga underarter finns listade i Catalogue of Life.